# Dirk Elkemann
Dirk Elkemann (* 23. Mai 1970 in Coesfeld) ist ein deutscher Diplom-Verwaltungswirt (FH), Volljurist und Politiker (parteilos). Am 1. April 2009 wurde er Erster Bürgermeister der Stadt Schwetzingen.
Am 4. Oktober 2015 wurde er mit 54,5 Prozent zum Oberbürgermeister von Wiesloch gewählt. Er ist seit dem 1. Januar 2016 in seinem Amt tätig. Am 1. Oktober 2023 wurde er mit 87,7 Prozent der Stimmen für eine zweite Amtszeit wiedergewählt.